# Società Acque Potabili
La Società azionaria per la condotta di Acque Potabili, abbreviata come Società Acque Potabili o SAP, è un'impresa italiana che opera nel campo della gestione di acquedotti.

## Storia
La Società azionaria per la condotta di Acque Potabili venne fondata a Torino nel 1852 per la costruzione e la gestione dell'acquedotto cittadino. Questo primo acquedotto torinese captava le acque della Val Sangone.
Nel periodo fra le due guerre mondiali l'attività dell'impresa si espanse in altre aree del Piemonte con la costruzione, nel 1924, dell'acquedotto della Favorita di Cirié e con la costituzione dell'Acquedotto del Monferrato nel 1930.
Nel 1941 il pacchetto di controllo dell'impresa venne ceduto dalla Società Adriatica di Elettricità all'Italgas.
Nel 1960 il Comune di Torino riscattò la proprietà dell'acquedotto che serviva la città. Perciò l'Acque Potabili cercò altri sbocchi commerciali in tutta Italia ed a tal fine nel 1965 si quotò alla Borsa di Milano (essendo già nei listini delle borse di Torino e Roma).
Negli anni Novanta la SAP ha incorporato l'Acquedotto di Domodossola ed ha partecipato alla costituzione della Società Canavesana Acque. Nel 2001 ha rilevato tutto il settore idrico dell'Italgas, comprensivo di una cinquantina di concessioni.
Nel 2005 la SAP è passata sotto il controllo della SMAT e dell'AMGA, ora Iren.
Nel 2015 la società è stata incorporata dalla Sviluppo Idrico s.r.l., controllata in quote paritetiche dalla SMAT e dalla Iren, ed è stata cancellata dal listino di borsa; tuttavia il nuovo ente continua ad utilizzare il nome commerciale ed il marchio Acque Potabili.